# 71 фрагмент хронологии случайностей
«71 фрагмент хронологии случайностей» (нем. 71 Fragmente einer Chronologie des Zufalls) — драма Михаэля Ханеке, снятая в 1994 году. Фильм состоит из небольших эпизодов, описывающих события, происходившие в Вене с октября по декабрь 1993 года. Фильм снят на 35-миллиметровую плёнку.
Картина была представлена на «Двухнедельнике режиссёров» 47-го Каннского кинофестиваля.

## Сюжет
Начальные интертитры сообщают о массовом убийстве, которое совершил 19-летний студент в одном из банков Вены 23 декабря 1993 года, застрелив троих клиентов и затем себя. Последующие сцены показывают события октября, ноября и декабря 1993 года, которые в конце концов привели к трагедии. Это судьбы на первый взгляд не связанных между собой жителей Вены. 
Мальчик-подросток переходит границу через реку и на фуре, перевозящей стиральные машины, добирается до Вены. Там он бродит по улицам, питаясь на помойках, крадёт куртку у женщины, играющей с детьми, крадёт и рассматривает журналы, наконец, сдаётся в полицию. Он оказывается нелегальным мигрантом из Румынии, но не хочет возвращаться домой.
Супружеская пара, не имеющая детей, хочет усыновить девочку в детдоме. Они посещают её, она в сопровождении соцработницы приходит к ним в гости и смотрит комнату, которую будущие родители готовят для неё. Позже, увидев по телевизору интервью мальчика-румына, пара решает усыновить его. Женщина с мальчиком накануне Рождества приезжает снять денег в банк.
Ещё одна супружеская пара с маленьким ребёнком, муж работает инкассатором в банке. Он набожен и молится в ванной о мире во всём мире и о здоровье всех членов своей семьи.
Пожилой человек, живущий один. Он посещает банк и разговаривает с сотрудницей. Дома он говорит по телефону с родственниками и смотрит телевизор.
Молодой человек крадёт на оружейном складе несколько пистолетов, один продаёт студенту, который интересуется программированием и логическими играми.
В канун Рождества женщина, усыновившая мальчика, инкассатор, пожилой мужчина оказываются в банке. Там очереди, поскольку многие снимают деньги перед праздниками. Неподалёку на парковке заправляется студент, у которого не хватает наличных оплатить. В банке его не пропускают без очереди, банкомат не работает. Вернувшись в машину, он берёт пистолет, возвращается в банк и беспорядочно стреляет в людей, затем возвращается в машину и кончает с собой.
Происходящее перемежается кадрами теленовостей: гражданская война в Сомали, война в Боснии и Герцеговине, конфликт в Южном Ливане, турецко-курдский конфликт, обвинения Майклу Джексону в растлении несовершеннолетних...

## В ролях
| Актёр                 | Роль                       |
| --------------------- | -------------------------- |
| Габриэль Космин Урдес | Marian Radu (Romanian Boy) |
| Лукас Мико            | Max                        |
| Отто Грюнмандль       | Tomek                      |
| Энн Беннент           | Inge Brunner               |
| Удо Замель            | Paul Brunner               |
| Бранко Самаровски     | Hans                       |
| Георг Фридрих         | Bernie                     |